# フランス領インドシナ

インドシナ連邦
 Union indochinoise (フランス語)
Liên bang Đông Dương (ベトナム語)
សហភាពឥណ្ឌូចិន (クメール語)
ສະຫະພາບອິນໂດຈີນ (ラーオ語)
สหภาพอินโดจีน (タイ語)
印度支那聯邦 (中国語)

国の標語: Liberté, Égalité, Fraternité（フランス語）
自由、平等、友愛国歌: La
Marseillaise（フランス語）
ラ・マルセイエーズ

フランス領インドシナの範囲（1937年）

フランス領インドシナ

フランスによる植民地化を現した図

インドシナ連邦（インドシナれんぽう）、またはフランス領インドシナ（フランスりょうインドシナ、フランス語: l'Indochine française、ベトナム語：Đông Dương thuộc Pháp / 東洋屬法、クメール語: សហភាពឥណ្ឌូចិន、ラーオ語: ຝຣັ່ງແຫຼັມອິນດູຈີນ、中国語: 法属印度支那）は、1887年から1954年にかけての東南アジアに存在したフランスの植民地である。現在のベトナム・ラオス・カンボジア・中国広東省湛江市に相当する地域で構成されていた。
日本では仏印（ふついん）の略称も用いられる。

## 領域
以下の領域から成っていた。なお、フランスは南シナ海諸島（スプラトリー諸島・パラセル諸島）も範囲に含むと主張していた。

### 直轄植民地
- コーチシナ[2]（現在のベトナム南部）
- （直轄都市として）ハノイ・ハイフォン・ダナン[2]
- カンボジア北西部3州（現在のバタンバン州・シェムリアップ州・バンテイメンチェイ州[2]。当初はタイ王国領）

### 保護国
- カンボジア王国[2]
- ラオス保護国
- 安南保護国[2]（現在のベトナム中部）
- トンキン保護国[2]（現在のベトナム北部）

### 租借地
- 広州湾租借地[2]（現在の中華人民共和国広東省湛江市）
- 上海フランス租界 （現在の中華人民共和国上海市)

## 成立までの歴史

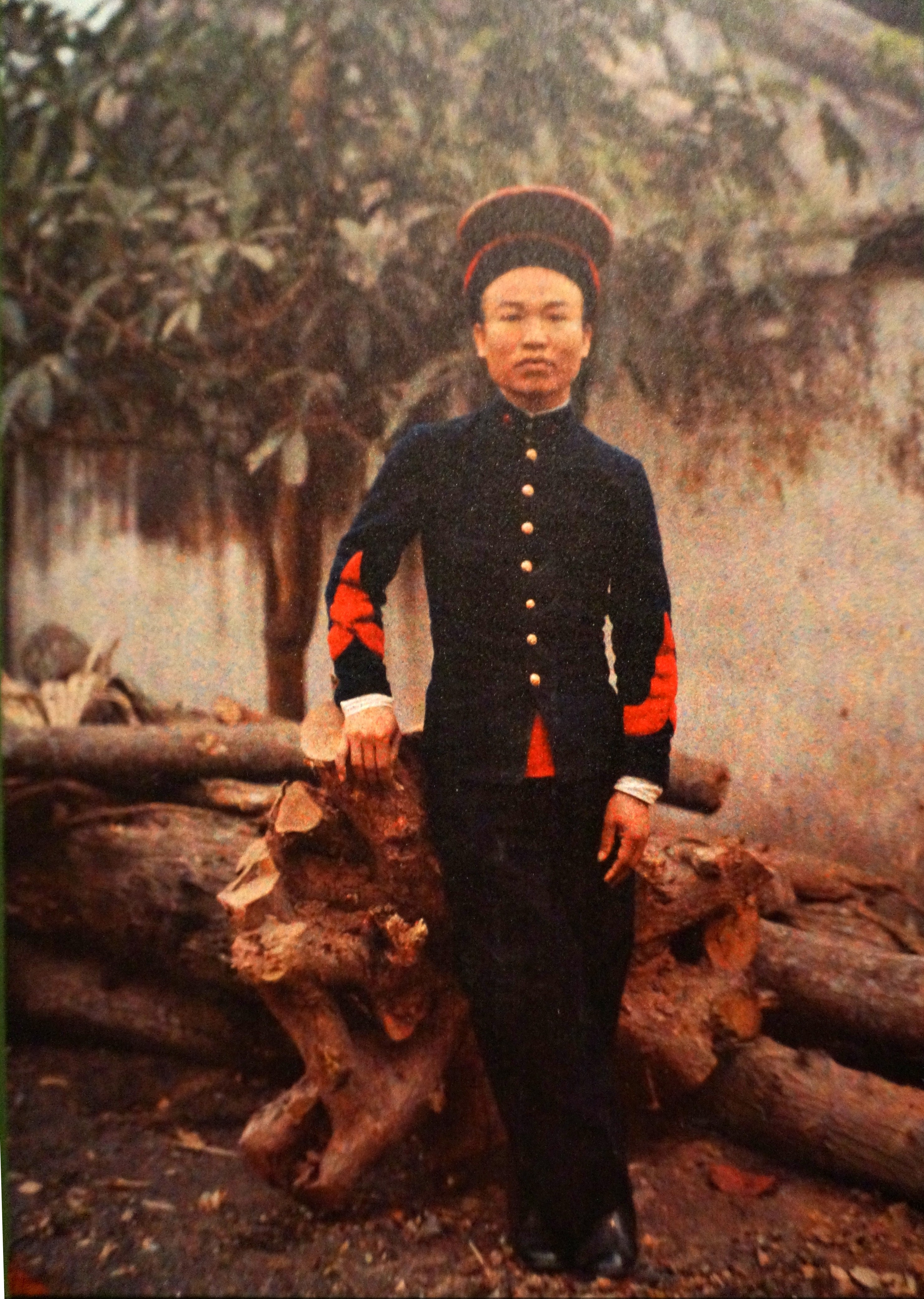
仏領ベトナムの植民地軍狙撃隊（:vi:Lính tập）伍長。1916年

以下に各地域の成立史を記述する。

### コーチシナ植民地
フランス領インドシナ植民地の起源は、1858年にナポレオン3世がフランス宣教師団の保護を目的として遠征軍を派遣したのに始まる。遠征軍はまず中部のダナンに上陸、次いでサイゴンに転じた。
その後アロー戦争のために一時的な大規模撤兵があったが、1861年に再度フランス艦隊はサイゴンに上陸し、コーチシナ一帯を占領した。1862年6月5日、フランスと阮朝大南は第一次サイゴン条約を締結。大南はコーチシナ東部3省（ビエンホア省（ビエンホア周辺）・ザーディン省（現在のホーチミン周辺）・ディントゥオン省（ミトー周辺）、コンソン島（グラン＝コンドール島）を割譲し、またダナン（トゥーラン）の開港、布教の自由、カンボジアへの自由通行権などを認め、これがコーチシナ植民地の始まりとなった。フランスは海軍・植民地省の管轄下にコーチシナ総督を設置した。
1863年にカンボジアがフランスの保護国となったことでコーチシナ西部の3省（チャウドック省・ハティエン省・ヴィンロン省）はカンボジアとコーチシナ植民地の東部3省に挟まれる状態となった。1867年6月にフランスは東部3省の安全保障上の不安を解消するために西部3省を攻略し、6月25日にこれを植民地として一方的に宣言した。このコーチシナ6省およびグラン＝コンドール島がコーチシナ植民地である。

### カンボジアの保護国化
カンボジアは、ベトナムとタイに侵略されつつあった（第一次泰越戦争、第二次泰越戦争）。
1863年8月11日にフランスはタイからの保護を名目に国王ノロドムに保護国条約を結ばせて、1865年4月1日にはカンボジアの保護権をタイに認めさせた。その後1867年7月15日のフランス・タイ条約、1884年の新条約でノロドム王は実権を完全に失い、フランスの保護国となった。

### アンナン・トンキンの保護領化
1882年にフランス軍がトンキン地方を占領し（トンキン戦争）、1883年の第一次フエ（ユエ）条約（アルマン条約、癸未条約）・1884年の第二次フエ（ユエ）条約（パトノートル条約、甲申条約）によってベトナムを保護領化（フランス保護領トンキン、フランス保護領アンナン）すると、大南の宗主国である清の介入を招き、清仏戦争が勃発した。フランス軍はトンキン各地で清軍と戦う一方、海軍が福建や台湾といった清の沿岸部を攻撃したため、清は1885年の天津条約によって大南に対する宗主権を放棄した。この年の暮れ頃から、インドシナ銀行がその既得権をめぐってソシエテ・ジェネラルと争った。
1886年、順化に大南宮廷を置いたままアンナン・トンキンはフランスの保護領とされ、フランス外務省の管轄下でポール・ベールが理事長官に任命された。南部のコーチシナはフランスの直轄地であり、順化の大南宮廷が中部アンナンを統治し、大南が任命した経略が北部トンキンの行政を統括する形であったが、いずれも形式上に過ぎず、実際にはアンナン・トンキンに配置されたフランスの理事長官が実質的に支配していた。名目的な保護国の形を残した巧妙な支配といえる。1887年10月17日にインドシナ総督府が設置され、海軍・植民地省の一元的管轄下にコーチシナ植民地と外務省が管轄していたアンナン・トンキンを統括した。

### ラオスの保護国化
1872年頃よりラオスは複数のチン・ホー族（紅旗軍、黄旗軍、条旗軍、黒旗軍）による来襲を受けていた（ホー戦争）が、宗主国のタイは自国を守るのに精一杯で、1887年6月に刁文持率いるホー族の襲撃からルアンパバーン国王ウン・カムが、フランスのルアンパバーン副領事であったオーギュスト・パヴィに救出されるという事件が起こった。1888年のタイとの暫定協定によりフランスがタイ保護領シップソーンチュタイ（ディエンビエン省・ライチャウ省・ソンラ省）を自国の保護領とした。
併合を不服としたタイは1893年に仏泰戦争を起こしたが敗北し、フランスのラオス（ルアンパバーン王国・ヴィエンチャン王国）併合が確定した。この結果、ビルマのシャン州に進出していたイギリスと領土を接することになり、雲南問題が発生したが、1896年にシャム王国に関する英仏間の宣言とその他の事項を発表して戦争を回避した。
1899年、シエンクワーン王国（シエンクワーン県・ゲアン省）が、フランス保護領ラオスのルアンパバーン王国とフランス保護領トンキンに分割併合された（地図には描かれていない）。同年4月15日にはフランス大統領令でラオスを編入し、インドシナ連邦が成立した。

## 植民地経営

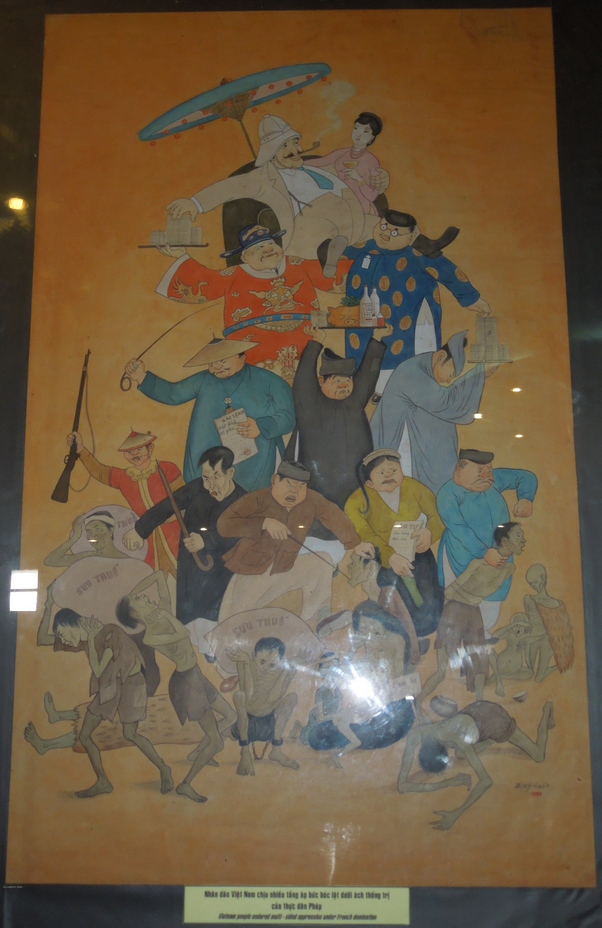
フランス領インドシナでの搾取構造を描いた絵画（カントーのホー・チ・ミン博物館）

インドシナにおけるフランスの植民地支配を完成させたのは、1897年から1902年にかけてインドシナ総督を務めたポール・ドゥメールである。
ドゥメールはインドシナ連邦の財政と行政機構を整備し、強権的な手段によって同化政策を推進した。以降の総督であるポール・ボーやアルベール・サロー、モーリス・ロンらはフランスの文明的使命を正面に掲げ、教育の普及や富の増大、医療救済制度の充実、現地人の公務員採用などを通じて「精神の平定化」を目指す協同政策に転換した。
インドシナ植民地に対するフランスの投資は当初、ホンゲイ炭鉱（現在のハロン）を中心とする鉱山業に集中した。メコンデルタや紅河デルタではヨーロッパ人大地主による稲作プランテーションも広く行われ、ハイフォンから輸出される石炭や米が植民地経済を潤した。一方、フランス本国からは主として繊維製品が輸入された。
インフラ建設としては昆明とハノイを結ぶ滇越鉄路（雲南-ベトナム鉄道）が1910年に開通、ハノイとサイゴンを結ぶ南北縦貫鉄道が1899年着工、1936年に完成したが、これは海運と競合したためさほど役にたたなかった。さらに道路建設が積極的に推進された。

## 独立運動

### ベトナム
初期の独立運動としては、即位の翌年に抗仏勤皇大蜂起の檄を発して順化を脱出し、各地で抵抗を続けた咸宜帝と、それを支えた大臣の尊室説が咸宜帝に呼応し、北中部のゲアン・ハティン・タインホア・クアンビンでゲリラ活動を展開し、勤皇独立運動の先駆けとなったファン・ディン・フンとカオ・タン、北部バクザン省に根拠地を築き、トンキンの首府ハノイを幾度も脅かしたイェンテ起義の指導者ホアン・ホア・タムなどが存在する。
1904年には、ファン・ボイ・チャウとクォン・デ侯が中心となり、ベトナム維新会を結成した。ファン・ボイ・チャウは翌年に反仏独立の支援を求めて訪日した（東遊運動）が、フランスとの衝突を恐れた明治政府の意向により、日本がベトナムに強く加担することはなかった。チャウは1909年に日本から追放されると、1912年に広東でベトナム光復会を結成した。同時期の活動家としては、暴力革命と他国への支援要求に反対し、国民教育及びフランスの民主主義思想への訴えによる国土解放を主張したファン・チュー・チンがいる。
1916年、コーチシナ蜂起が起きた。
1919年、ホー・チ・ミンが安南愛国者協会（Dân tộc An Nam）を組織。1930年2月、香港でインドシナ共産党を設立。
同年2月、イエンバイ省でグエン・タイ・ホックらベトナム国民党によるイエンバイ蜂起、ゲアン省とハティン省でゲティン・ソヴィエトの蜂起。
1939年、インドシナ植民地政府がインドシナ共産党を弾圧。

## 第二次世界大戦

日本進駐期に掲げられたヴィシー政権の宣伝ポスター

### 日本の北部仏印進駐
1940年6月、ドイツのフランス侵攻によってパリが陥落し、ヴィシー政権が成立した。ヴィシー政権がドイツと休戦すると、日本は同年7月に雲南鉄道による国民革命軍への援助補給封鎖を代理総督であったジョルジュ・カトルーに要求して、西原一策少将を長とする軍事監視団をハノイに派遣した。
日本はヴィシー政府に日本軍の駐屯を認めさせ、同年9月には25,000の日本軍を北部仏印（トンキン）に進駐させた。大部分のフランス軍部隊は日本軍の進駐を平和裏に受け入れたが、中華民国との国境のランソンに駐屯していた部隊は日本軍と交戦しつつ、中国軍支配下の雲南省に退却した。

### タイとの国境紛争
タイはフランス保護領ラオスの主権やカンボジアのバッタンバン・シエムリアプ両州の返還を以前からフランスに求めていたが、日本軍がラオス・カンボジアに進駐すれば、これらの要求を実現することが不可能になると見て、1940年11月23日からラオス・カンボジアに対する攻撃を加え始めた。
戦況は地の利と豊富な軍備もありタイ側の有利に進んだが、1941年1月17日にはタイランド湾でもタイ海軍とフランス海軍の軽巡洋艦「ラモット・ピケ」が交戦し、タイ側の旗艦である海防戦艦「トンブリ」が撃沈された（コーチャン島沖海戦）。これを見た日本は翌1941年1月に東京で泰仏両国の間に立って居中調停を行い、その結果5月9日に東京条約が締結され、フランスはラオスのメコン右岸、チャンパサク地方、カンボジアのバッタンバン・シエムリアプ両州をタイに割譲することとなり、事実上の敗戦となった。

### 日本の南部仏印進駐
さらに1941年7月、日本はインドシナ侵攻時の基地とするために南部仏印（コーチシナ）への進駐を求めた。解任されたカトルゥーに代わってジャン・ドクーがインドシナ総督となっており、インドシナにおけるフランスの主権を日本が認めるのを条件としてドクーは南部仏印への進駐を認めた。こうしてインドシナ植民地政府は太平洋戦争の大部分の期間、日本軍と共存することとなった。アメリカおよびイギリスはこの南部仏印への進駐を行わないよう求めており、日本の進駐は太平洋戦争への回帰不能点をもたらすこととなった。
戦争中、インドシナ植民地政府は日本に防衛分担金を支払い、ホンゲイ炭やゴム、米などを供給した。一方でインドシナ政府は、植民地支配継続のための軍事力を得ることになった。この二重支配体制は現地住民にさらなる負担を強いることになり、現代のベトナムでは「一つの首に二つの首枷」と評されている。

### 仏印処理とインドシナ独立
しかし、1944年にパリの解放がされて、ヴィシー政権が崩壊すると、ド・ゴール派からの働きかけも活発化し、インドシナ植民地政府の立場は微妙なものとなった。
このため、日本軍は1945年3月9日に明号作戦を発動してインドシナ植民地政府を武力によって解体し（仏印処理）、順化の宮廷にいた保大（バオ・ダイ）帝にベトナム帝国を独立させた。
また、3月12日にはカンボジア国王のシハヌーク（シアヌーク）にもカンボジア王国の独立を、4月8日にはルアンパバーン国王のシーサワーンウォンにもラオス王国の独立を、それぞれ宣言させた。

### 日本の降伏
1945年8月15日に日本がポツダム宣言を受諾。仏印における日本軍の戦没者は、陸軍7900人、海軍4500人。降伏を受けて、ベトナムでは北緯16度線を境として中国国民党軍が北ベトナムに、英印軍第20歩兵師団が南ベトナムに進駐して、日本軍の降伏を受け入れた。なお8月に、広州湾租借地はインドシナからの中華民国軍撤収の見返りとして正式に中華民国へ返還されている。
ベトナム八月革命によってハノイを占拠したベトミンのホー・チ・ミンは、保大帝の退位を説得し、9月2日にはポツダム宣言調印と同時に大統領としてベトナム民主共和国の独立を宣言し、トンキン・アンナン・コーチシナを統合した。
ラオスでは一旦独立が撤回されたが、8月18日にラーオ・イサラが結成され、10月12日に臨時政府を樹立して10月20日にシーサワーンウォンを廃位し、ペッサラート・ラッタナウォンサを国家元首として独立を宣言した。

## 独立戦争
しかし、フランスは、これらインドシナ諸国の独立を認めていなかった。1946年に植民地再建のためインドシナに戻ってきたフランス軍は、コーチシナ植民地をコーチシナ共和国として他地域から分離した上で、アンナン・トンキンにいるベトミンの制圧戦争（第一次インドシナ戦争）を開始した。当初ハノイなど都市部を占拠していたベトミン軍は農村部や山岳地帯に後退してゲリラ戦を余儀なくされた。戦争の長期化に伴い、ベトナム民主共和国の対抗勢力として1949年にフランスが後押しするベトナム国が成立した。コーチシナ共和国も3月のフランス大統領ヴァンサン・オリオールとベトナム国元首のバオ・ダイが締結した協定によりベトナム国に編入された。
しかし、同年10月に中華人民共和国が成立し、翌1950年に朝鮮戦争が勃発すると、ソビエト連邦と中華人民共和国はベトミン軍に対する軍事援助を活発化させ、増強されたベトミン軍は1954年のディエンビエンフーの戦いでフランス軍を撃破した。このため、フランスはジュネーヴ協定でインドシナ3国の独立を承認し、フランスのインドシナ連邦は正式に解体した。

## 独立後の各国

### ラオス
1949年、フランス保護領ラオスはラオス王国として独立した。1953年にラオス内戦が勃発し、それに勝利したパテート・ラーオにより、ラオス人民民主共和国が成立した。

### カンボジア
1953年、フランス保護領カンボジアはカンボジア王国として独立したが、カンボジア内戦が勃発し、1970年にロン・ノル政権のクメール共和国が樹立された。ポル・ポト政権の民主カンプチアが誕生したがカンボジア・ベトナム戦争で崩壊した。1979年、ベトナムの支援するヘン・サムリン政権のカンプチア人民共和国と三派連合の民主カンプチア連合政府に分裂した。国際連合カンボジア暫定統治機構を経て王政復古を果たしたが、キュー・サムファン政権の国民統合とカンボジア国民救済の暫定政府がパイリンに割拠した。

### ベトナム
ジュネーヴ協定の結果、ベトナムは北緯17度線付近に引かれた軍事境界線を境として暫定的に北（民主共和国）と南（ベトナム国）に分かれ、1956年までに総選挙を経て将来の体制を決定することになった。
だが、冷戦の激化に伴い、フランスの肩代わりでアメリカが東南アジアでの反共活動を継続、ベトナム国のジュネーヴ協定への参加を見送らせ、1955年にゴ・ディン・ジエムを大統領に擁立してベトナム共和国（南ベトナム）を成立させた。これを受け南ベトナムでは南ベトナム解放民族戦線によるベトナム戦争が勃発、サイゴン陥落で反共政権が崩壊するまで激しい内戦が続いた。
1975年、ベトナム民主共和国の指導下にある南ベトナム共和国臨時政府が南ベトナムを掌握、1976年にベトナム民主共和国へ吸収されることでベトナムの独立闘争は終焉した。しかし、その過程で共産主義国家から脱出するベトナム人が大量発生し、1981年にはボートピープル問題（ベトナムからのボートピープル）が国際問題化した。